# Ibn-Rushd (Mondkrater)
Ibn-Rushd ist ein Einschlagkrater auf dem Mond nordwestlich des Kraters Cyrillus. Er liegt südöstlich des Kraters Kant. Im Norden erhebt sich das Kap des Mons Penck.
Ibn-Rushd zeigt einige durch das Alter bedingte Abnutzungserscheinungen. Der südliche Kraterrand wird von einem Paar kleiner Krater überlagert, die als „Cyrillus A“ und „Cyrillus C“ bezeichnet werden. Der Kraterboden ist relativ eben, ein zentraler Berg fehlt.
Ehe der Krater im Jahre 1976 durch die Internationale Astronomische Union (IAU) seine eigene Bezeichnung erhielt, war er als „Cyrillus B“ bekannt.